# Metabacetus
Metabacetus is een geslacht van kevers uit de familie van de loopkevers (Carabidae). De wetenschappelijke naam van het geslacht is voor het eerst geldig gepubliceerd in 1892 door Bates.

## Soorten
Het geslacht Metabacetus omvat de volgende soorten:
- Metabacetus arrowi Straneo, 1938
- Metabacetus hermani Will & Park, 2008
- Metabacetus immarginatus Bates, 1892
- Metabacetus jeanneli Straneo, 1938
- Metabacetus laotinus Straneo, 1938
- Metabacetus perakianus Straneo, 1938
- Metabacetus vandoesburgi Straneo, 1948